# George Busbee
George Dekle Busbee, född 7 augusti 1927 i Vienna, Georgia, död 16 juli 2004 i Savannah, Georgia, var en amerikansk demokratisk politiker. Han var den 77:e guvernören i delstaten Georgia 1975-1983.
Busbee studerade först vid Georgia Military College och Abraham Baldwin Agricultural College. Han tjänstgjorde sedan i USA:s flotta. Därefter fortsatte han studierna vid University of Georgia. Han avlade där 1949 kandidatexamen och 1952 juristexamen. Han gifte sig 1949 med Mary Elizabeth Talbot. Paret fick två söner och två döttrar.
Busbee besegrade tidigare guvernören Lester Maddox i demokraternas primärval inför guvernörsvalet i Georgia 1974. Han vann sedan själva guvernörsvalet och efterträdde 1975 Jimmy Carter som guvernör. Georgias konstitution ändrades år 1976 så att Busbee kunde ställa upp till omval. Efter två mandatperioder som guvernör efterträddes han 1983 av partikamraten Joe Frank Harris.
Busbee var baptist. Hans grav finns på begravningsplatsen Peachtree Memorial Park i Norcross i närheten av Atlanta.